# Petyhorcy

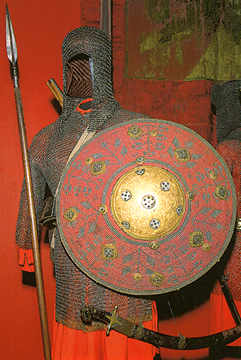

Los petyhorcy (plural de Petyhorzec, Пяцігорцы) fueron un tipo de caballería media usado durante los siglos XVI-XVIII por el Gran Ducado de Lituania y la Mancomunidad polaco-lituana. Inicialmente fue formada por circasianos procedentes del zarato ruso (de ahí el sinónimo Czerkiesi). El nombre es una corrupción del término ruso para la región de "Pyatigorye" ("Cinco Montañas", Beshtau) en el Cáucaso, que da nombre a la actual ciudad de Pyatigorsk.
Pese a este origen a partir de montañeses del Cáucaso, las unidades de caballería ligera de su época terminaron amalgamando circasianos, tártaros lituanos y nobles locales. Como otras unidades de la estepa, los petyhorcy llevaban una armadura ligera de misiurka (gorra de cota de malla) y karwasz, un tipo de protectores de acero para el brazo. El armamento ofensivo constaba de una lanza, posiblemente idéntica a la de los húsares alados. Las primeras unidades fueron reclutadas durante el reinado del rey Esteban Báthory. Un comandante de las  primeras unidades, Temruk Szymkowic, consta previamente como rotmistrz durante el reinado de Segismundo Augusto, pero no hay constancia de la presencia de circasianos en esas fechas anteriores.
Con el tiempo este tipo de unidades evolucionaron a caballería media, casi idéntica a los pancerni polacos. La armadura utilizada por aquellas unidades más tardías constaba de una cota de malla con misiurka y protectores para el brazo y, a menudo, un kalkan, un escudo redondo de estilo turco. En el siglo XVII la cota de malla fue gradualmente reemplazada por corazas. El armamento ofensivo pasó a reunir una lanza de 3 a 4 (rohatyna), así como un sable polaco, dos pistolas y un mosquete-carabina o un arco de tipo oriental.
Siguiendo las reformas militares de 1776 los chorągiew Petyhorcy fueron reconvertidos Brigada Petyhorcy de Caballería Nacional (Petyhorska Brygada Kawalerii Narodowej) o 2.ª Brigada de Caballería Nacional del Gran Ducado. Fue finalmente disuelta tras el fin de la revuelta de Kościuszko.